# Глостер (регбийный клуб)
«Глостер Рагби» (англ. Gloucester Rugby) или просто «Глостер» — английский профессиональный регбийный клуб из одноимённого города, выступающий в Премьер-лиге. Команда, основанная в 1873 году, также принимает участие в Англо-валлийском кубке и европейских соревнованиях EPCR. Домашние матчи коллектив проводит на арене «Кингсхолм Стэдиум», вмещающей более 16 тысяч зрителей. Команда ни разу не становилась чемпионом страны, хотя четырежды играла в финалах плей-офф. В 2006 и 2015 годах «Глостеру» покорился второй престижный европейский трофей — Кубок вызова. Кроме того, клуб пять раз выигрывал Англо-валлийский кубок.
Традиционные цвета команды — белый и красный, благодаря чему в среде болельщиков и в СМИ за «Глостером» закрепилось прозвище «вишнёво-белые». Принципиальным соперниками клуба являются «Бат» и «Бристоль». Матчи между этими клубами называют дерби Уэст-Кантри.

## История

### 1873—1971
Клуб основан в 1873 г. после встречи в отеле Spread Eagle. В издании Gloucester Journal вышло следующее объявление: «Футбольный клуб основан в городе — мероприятия нынешнего сезона стартуют на «Спа» в первый вторник следующего месяца.»
В сезоне 1876/77 «Глостер» провёл 11 матчей, выиграв шесть, проиграв два и сведя вничью три. Следующие годы оказались для клуба успешными. В течение последующих двух сезонов регбисты провели тридцать матчей. Двадцать из них завершились победой, всего четыре — поражением, остальные не принесли успеха ни «Глостеру», ни соперникам. В сезоне 1879/80 клуб провёл уже семнадцать матчей и уступил всего в двух. Также примечательны следующие сезоны:
- 1880/81 — 13 матчей, 6 побед;
- 1882/83 — 14 матчей, 11 побед;
- 1884/85 — 20 матчей;
- 1891/92 — 34 матча.

Команда изменила расположение после спора с крикетным клубом, который также выступал на стадионе «Спа». Зимой регбисты использовали соляную смесь, чтобы очистить поле от инея. В результате трава рядом с калиткой перестала расти. В 1891 г. «Глостер» был вынужден приобрести участок земли (сделка обошлась в £4000), на котором и был построен «Кингсхолм».
Регбийный союз применил санкции в отношении «Глостера», так как клуб использовал финансовые стимулы для привлечения игроков — прецедент стал известен как «дело Шьюэлла». После этого руководство клуба стало более щепетильным в соблюдении любительских принципов регби, и союз вернул команде все полагающиеся права. Когда же несколько коллективов с севера страны вышли из организации и создали регбилиг как альтернативу регби-15, несколько спортсменов «Глостера» примкнули к бунтарям.
Сезон 1920/21 стал к тому моменту одним из самых успешных. Фредд Уэбб вдохновил коллег на выдающуюся серию из 23 матчей без домашних поражений. В то время обыграть «Глостер» на «Кингсхолме» могли лишь «Юнайтед Сёрвисес» и «Понтипул». В одном из знаменательных матчей сезона клуб переиграл «Ньюпорт» (12-9) на глазах у восьми тысяч зрителей. Следующий соревновательный год интересен большим числом регбистов, удалявшихся с поля:
- 14 спортсменов покинули игру за драки;
- 7 — за споры с судьями;
- 6 — за брань;
- 1 — за нечестную игру.

Дурная репутация «Глостера» вынудила начальников «Лестера» отменить матч между клубами. В середине 20-х гг. в СМИ за командой закрепилось прозвище «красно-белые» (англ. Red and Whites).

### 1972—1997
В 1972 г. «Глостер» выиграл первый в своей истории плей-офф национального масштаба. На пути к финалу регбисты смогли одолеть «Бат», «Бристоль», «Лондон Уэлш» и «Ковентри» (все матчи «Глостер» проводил на выезде). В решающем матче, проходившем на стадионе «Туикенем», клуб встретился с соперниками из «Мозли». Финал запомнился грубой игрой и удалением бирмингемца Найджела Ортона. В 1978 г. «Глостер» пополнил коллекцию трофеев своим первым Англо-валлийским кубком (тогда официально носившим название John Player Cup). Главная встреча того турнира с «Лестером» также прошла на «Туикенеме» и также отмечена грубостью обеих команд.
Выиграв два национальных кубка и став совладельцем ещё одного, «Глостер» всё ещё не мог считаться главной командой региона. Среди западных клубов доминировал «Бат»: чёрно-синие стали чемпионами страны в 1989 г., «Глостер» занял второе место. Однако в следующем сезоне команда из Глостершира неудачно прошла завершающий отрезок чемпионата, положив тем самым начало долгому периоду без крупных побед. Тогда «Глостер» упустил первый «дубль» в английском регби, заняв второе место в лиге (впереди оказались «Уоспс») и уступив в финале кубка тому же «Бату» (48-6).
Переломным в истории клуба стал сезон 1992/93. Игроки организовали экстренную встречу с тренером Китом Ричардсоном. Предметом обсуждения стало недостаточно крупное вознаграждение труда спортсменов. Год спустя президент «Глостера» Питер Форд высказал своё мнение по этому вопросу: «Мы играем по правилам... что бы ни делали другие, мы будем придерживаться правил. Если говорится, что мы не можем платить игрокам или предлагать им стимулы, или машины, или квартиры... тогда мы не будем делать этого.» Вскоре главным тренером стал Ричард Хилл.
Клуб вместе с другими регбийными организациями перешёл на профессиональную основу в 1995 г., не имея при этом крупных инвесторов. «Глостер» испытывал затруднения в привлечении новых спортсменов и получении дохода. Впрочем, это не помешало клубу зарегистрироваться как компании с ограниченной ответственностью.

### Эра Уокиншоу
Приобретя контрольный пакет акций клуба 29 апреля 1997 г., Том Уокиншоу стал его новым владельцем. Вскоре должность Ричарда Хилла занял Филипп Сент-Андре, бывший капитан сборной Франции. Первый полный сезон Сент-Андре был относительно удачным: команда заняла третье место в чемпионате и получила право играть в кубке Хейнекен. Команда, ведомая Филом Викери, Тревором Вудменом и Йеном Джонсом, смогла добраться до полуфинала еврокубка, где уступила будущему победителю — «Лестер Тайгерс».
Уход Сент-Андре не сломил боевой дух команды, и в 2003 г., впервые за 25 лет, «Глостер» выиграл национальный кубок под руководством Найджела Мелвилла. Клуб добрался до первого в истории финала чемпионата с отрывом в 15 очков. На этот раз регбисты упустили титул из-за недоработок в новом регламенте: команда получила трёхнедельный отпуск, в то время как их будущие соперники — «Уоспс» — соревновались на протяжении всего этого времени. В результате подготовленные столичные спортсмены значительно переиграли «Глостер», и главный трофей Англии отправился именно в Лондон.
Несколько лет спортсменам не удавалось заново обрести форму образца сезона 2002/03. В 2005 г. ситуация ещё ухудшилась: команда не смогла пройти отбор для участия в кубке Хейнекен. Мелвилл подал в отставку. Новым главным тренером стал Дин Райан. Сезон 2005/06 принёс «Глостеру» относительный успех. Команда в итоге не смогла выйти в плей-офф чемпионата, хотя смотрелась весьма уверенно. Тогда же коллектив выиграл золотые медали Европейского кубка вызова, переиграв в напряжённом финальном матче «Лондон Айриш» (36-34), где для выявления победителя потребовалось дополнительное время. Талантливая игра глостерширской молодёжи в том сезоне вселяла надежду на скорое улучшение результатов.
Команда заняла первое место по итогам регулярного сезона 2006/2007. На втором месте находился «Лестер», также имевший 71 очко, однако глостерширцы оказались выше из-за большего числа побед. Регбисты неплохо проявили себя и на европейской арене, демонстрируя качественную игру против таких соперников, как «Ленстер» и «Эдинбург». Тем не менее, в том розыгрыше кубка Хейнекен команда не преодолела даже групповой этап. Первый раунд плей-офф английского первенства завершился победой подопечных Райана: «Глостер» крупно обыграл «Сэрасинс» (50-9) на «Кинсгхолме». В финале встретились два лучших клуба регулярного чемпионата — на этот раз явным преимуществом обладал «Лестер», выигравший со счётом 44-16. Снова чемпионские амбиции «Глостера» пострадали из-за системы плей-офф.
К сезону 2007/08 коллектив подошёл в ранге фаворита Премьер-лиги. Старт чемпионата команде удался, «Глостер» выиграл в пяти первых матчах, уступив затем «Лондон Айриш» на выезде. В том году Райан мобилизовал ресурсы для успешного выступления в Европе. Но несмотря на победу в группе, клуб завершил кампанию уже в четвертьфинале, проиграв «Манстеру». Сконцентрировавшись на внутренней борьбе, команда преодолела кризис, наступивший в середине сезона. «Глостер» выиграл ряд важных матчей, в том числе выездную встречу с «Уоспс». Впервые за 18 лет регбисты оказались сильнее «ос» в Лондоне. Спортсменам удалось второй раз подряд возглавить турнирную таблицу по итогам регулярного первенства. В полуфинале «Глостеру» предстояло встретиться с прошлогодними обидчиками — «Тайгерс». К огорчению западных болельщиков, исход матча оказался аналогичным, хотя разрыв в счёте был не так велик (25-26). «Лестер» стал первым клубом в истории Премьер-лиги, сумевшим выиграть полуфинал на выезде.
Команда не смогла пройти в плей-офф чемпионата 2008/2009 и проиграла в финале Англо-валлийского кубка «Кардиффу». 11 июня 2009 г. Дин Райан покинул клуб по обоюдному согласию сторон. У руля команды стал его ассистент Брайан Редпэт. 12 декабря 2010 г. в возрасте 64 лет скончался Том Уокиншоу. Причина смерти — рак. К обязанностям президента (с ограниченными полномочиями) в апреле 2011 г. приступил Дэвид Макнайт. Он будет работать вместе с сыном Уокиншоу — Райаном.

### Настоящее время
20 марта 2011 г. команда завоевала Англо-валлийский кубок, обыграв в финале «Ньюкасл Фэлконс» (34-7). Таким образом клуб обеспечил себе участие в кубке Хейнекен 2011/2012. 17 апреля следующего года о своей отставке объявил Редпэт. По его заявлению, причиной ухода стала разочаровывающая игра «Глостера» в том сезоне. Однако имели место слухи о возможном назначении специалиста на пост в «Сейл Шаркс». 8 июня того же года директор-администратор Кен Ноттэдж заявил о намерении покинуть клуб к концу июля. Ноттэдж проработал в структуре «Глостера» тринадцать лет.

## Текущий состав
Состав команды на сезон 2017/18:

## Достижения
- Вице-чемпион Премьер-лиги: 1988/89, 1989/90, 2002/03, 2006/07.
- Победитель регулярного сезона Премьер-лиги: 2001/02.
- Победитель Англо-валлийского кубка: 1971/72, 1977/78, 1981/82[9], 2002/03, 2010/11.
- Финалист Англо-валлийского кубка: 1989/90, 2008/09, 2009/10.
- Победитель кубка лиги C&G: 1997/98, 1998/99.
- Победитель Европейского кубка вызова: 2005/06, 2014/15
- Финалист Европейского кубка вызова: 2016/17, 2017/18
- Победитель National Merit Table 'A': 1985/86.
- Победитель Миддлсекс Севенс: 2005.

### Выступления в Премьер-лиге
| Сезон                                 | Позиция | Очки |
| ------------------------------------- | ------- | ---- |
| 1997/1998 — Allied Dunbar Premiership | 6-я     | 23   |
| 1998/1999 — Allied Dunbar Premiership | 10-я    | 19   |
| 1999/2000 — Allied Dunbar Premiership | 3-я     | 30   |
| 2000/2001 — Zurich Premiership        | 7-я     | 48   |
| 2001/2002 — Zurich Premiership        | 3-я     | 67   |
| 2002/2003 — Zurich Premiership        | 1-я     | 82   |
| 2003/2004 — Zurich Premiership        | 4-я     | 63   |
| 2004/2005 — Zurich Premiership        | 6-я     | 47   |
| 2005/2006 — Guinness Premiership      | 5-я     | 59   |
| 2006/2007 — Guinness Premiership      | 1-я     | 71   |
| 2007/2008 — Guinness Premiership      | 1-я     | 74   |
| 2008/2009 — Guinness Premiership      | 6-я     | 57   |
| 2009/2010 — Guinness Premiership      | 7-я     | 48   |
| 2010/2011 — Aviva Premiership         | 3-я     | 67   |
| 2011/2012 — Aviva Premiership         | 9-я     | 44   |